# 1-es főút (Új-Zéland)
Az új-zélandi 1-es számú főútvonal (SH 1) Új-Zéland országos főútvonalainak a gerince, a szigetország leghosszabb és a legfontosabb főútja. Alapvetően észak-déli irányban halad át mindkét fő szigeten. Hossza az Északi-szigeten 1106 kilométer, a Déli-szigeten 941 kilométer, azaz összesen 2047 kilométer. A kilométer-számozás a két szigeten külön-külön északról dél felé halad. 

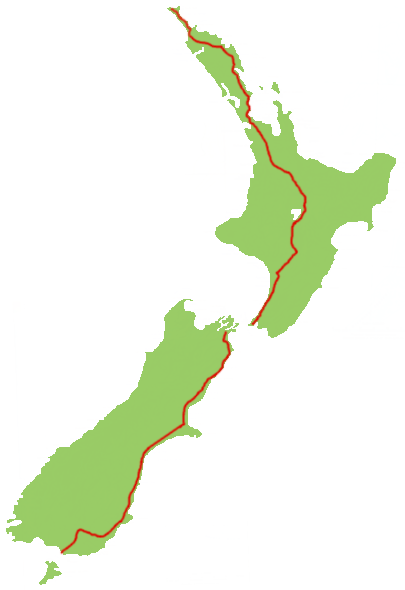
Az SH 1 vonalvezetése

Az SH 1 legnagyobbrészt irányonként egy-egy sávon biztosítja a közlekedést a gépjárművek számára. Az előzések megkönnyítése érdekében sok rövidebb előző sávot építettek ki az úton. 2016-ig az egész út mintegy 6%-a lett kiépítve négysávos autópályának Auckland, Wellington, Christchurch és Dunedin nagyvárosok közelében.

## Útvonala

### Északi-sziget (SH 1N)
Az SH 1 északi-szigeti szakasza magába foglalja az egész ország legforgalmasabb szakaszait. Az SH 1N a Reinga-foktól indul, Új-Zéland legészakibb pontja közelében. 2010 áprilisáig ennek a végpontnak a közelében még nem volt az útnak szilárd burkolata, de akkor ennek a szakasznak a pormentesítése is befejeződött, és ezzel az 1-es főút teljes hosszában aszfaltburkolatot kapott. Az út innen az Aupouri-félsziget központi és keleti részén halad Kaitaia, Új-Zéland legészakibb városa felé. Ezután a Northland-félszigeten haladva eléri az Islands-öböl partját. Innen az út Whangarei, Northland legnagyobb városa felé folytatódik.
Az SH 1 ezután átkanyarog az alacsony, de nehezen járható Brynderwyn-hegyeken, majd eléri Warkworth települést a keleti part közelében. Puhoi mellett, a Hibiszkusz-part üdülővidékén a főútvonal fizetős autópályává szélesedik (Auckland Northern Motorway). Auckland külvárosainál az autópálya újra ingyenessé válik. Új-Zéland legnagyobb városában az út áthalad a híres Auckland Harbour Bridge-en, és elhaladva a városközpont mellett, elérkezik Új-Zéland legnagyobb csomópontjához, a Central Motorway Junction-hoz. E kereszteződéstől délre az útvonal Új-Zéland legforgalmasabb útja, mivel a legnagyobb városból itt vezet az út az ország legnagyobb része felé. Mercer településnél az út eléri a Waikato folyót, amit aztán 130 kilométeren át követ. Az út itt négysávos, neve Waikato Expressway, és egészen Cambridge városáig tart majd, de 2016-ban még csak egyes szakaszai készültek el.
A Waikato folyó mentén az út Taupo helységnél eléri a Taupói-tavat, majd ennek keleti partja mentén halad 50 kilométert Turangi településig. Itt dél felé fordulva felemelkedik az Északi-sziget vulkáni fennsíkjára, érinti a Tongariro nemzeti parkot és a Rangipo-sivatagot, elhalad a Ruapehu, Ngauruhoe és Tongariro vulkános mellett. Az út itteni szakaszát Desert Road-nak, sivatagi útnak is nevezik. Télen ezt a szakaszt gyakran lezárják hóakadályok miatt. A 794-es kilométernél az út eléri az 1074 méteres tengerszint feletti magasságot, az egész új-zélandi főút-hálózat legmagasabb pontját. Az út itt lép be a Manawatu-Wanganui régióba, és áthaladva egy katonai gyakorlóterepen, leereszkedik a Desert Road végéig, Waiouru településig.
Waiorutól az út továbbra is alapvetően déli irányban halad. Palmerston North nagyvárost 20 kilométerre nyugatra kerüli el, majd belép a Wellington régió egyre keskenyedő, a nyugati part menti síkságára. Porirua városa már a főváros körül konurbáció része a Porirua Harbour nevű természetes öböl partján. Itt a főút átalakul a Johnsonville-Pororua Motorway nevű autópályává, ami elvezet Wellington északi külvárosába. A fővároson belül az SH 1 forgalmát egyirányú utak hálózatán vezetik el egyrészt a kompkikötő, másrészt  a nemzetközi repülőtér felé, mely utóbbinál van az 1-es számú országos főútvonal északi-szigeti szakaszának, az SH 1N-nek a hivatalos végpontja.

## Déli-sziget (SH 1S)
Az SH 1S a Déli-sziget legfontosabb, legforgalmasabb főútvonala.
Hivatalosan  Picton városában a vasútállomástól indul, és onnan egy kilométerre éri el a kompkikötőt, ahol az Északi-szigetről érkező gépjárműforgalom csatlakozik, illetve ahol a bérelt autókat felveszik az az autó nélkül átkelő utazók.
Innen a főút meredek emelkedő után átkel egy hegynyergen a Tuamarina folyó völgyébe, majd ebben haladva éri el a környék legnépesebb települését, Blenheimet, Marlborough régió fővárosát. Itt ágazik ki a Déli-sziget másik fontos főútvonala, a 6-os főút, ami főleg a nyugati partot tárja fel. Blenheim után az út egy darabon festői szőlőültetvények között halad, majd átszeli a Kaikoura hegység alacsony nyúlványait. Az út e szakaszáról időnként kilátás nyílik a Csendes-óceánra, illetve a partján lévő Grassmere-lagúnára, majd Kaikoura városa előtt és után az 1-es főút hosszabb szakaszokon a tengerpart közelében halad. Később az út a szárazföld belseje felé fordul, éles kanyarokkal kel át a Hundalee dombságon, majd kiérkezik a Canterbury-alföldre.
Christchurch felé közeledve az út autópályává válik (Christchurch Northern Motorway). A nagyváros centrumát északnyugat felől kerüli meg, közben érinti a repülőteret (Christchurch International Airport). Christchurch után az út újra kétsávosként folytatódik dél felé.
Rolleston településtől délre az SH 1 cskanem nyílegyenessé válik a Canterbury-alföld széles síkságán. A Rakaia folyón Új-Zéland leghosszabb közúti hídján halad át, mielőtt eléri Ashburton települést, majd az út visszafordul a tengerpart felé, amit Timarunál ér elm miután keresztezte a Rangitata folyót.
Timarutól délre az út szelíd dombvidéken halad, majd a Waitaki folyón átkelve belép Otago régió területére. Moerakinál a tengerparton a nevezetes kövek, a Moeraki-sziklák közelében halad el, közvetlen a tengerparton, majd eléri Palmerston és Waikouaiti településeit.
Dunedinhez közeledve az út több szakaszon négysávossá válik. A városon belül a főút forgalmát párhuzamos, egyirányúsított főutcákon vezetik át. Dunedintől délre az út négysávos autópályává válik (Dunedin Southern Motorway) egészen a 87-es főút kereszteződéséig. Ezután a Taieri és a Waipori folyók egymásba olvadó árterületein kiépített töltésen halad.
Balclutha településnél az út elhagyja a tengerpartot és nyugat felé fordul. Gore városánál az út keresztezi a Mataura folyót, majd annak a völgyében halad dél felé, és elér Invercargill városához, amelynek központjában újra találkozik 6-os főúttal, amelytől még a Déli-sziget északi részén vált el. Innen még dél felé halad tovább az út, hogy elérje Bluff városkát és ott az út végpontját.

## Fő kereszteződések

### Északi-sziget (SH 1N)
| Közigazgatási terület  | Hely                                             | km                                               | Csomópont                                                                | Irányok | Megjegyzések |
| ---------------------- | ------------------------------------------------ | ------------------------------------------------ | ------------------------------------------------------------------------ | --- | --- |
| Far North kerület      | Reinga-fok                                       | 0                                                |                                                                          | SH 1 kezdete d. sz. 34° 25′ 45″, k. h. 172° 40′ 54″34.429280°S 172.681582°EStart of SH 1N                                                                | SH 1 kezdete d. sz. 34° 25′ 45″, k. h. 172° 40′ 54″34.429280°S 172.681582°EStart of SH 1N |
| Far North kerület      | Awanui                                           | 104                                              |                                                                          | Leágazás: SH 10 – Doubtless-öböl, Islands-öböl | Itt kezdődik az SH 1, valamint az SH 10 révén mindkét partot feltáró párhuzamos turistaútvonal, a Twin Coast Discovery Highway közös szakasza. Korábban innen indult az SH 1. Ettől északra SH 1F volt a neve. |
| Far North kerület      | Kaitaia                                          | 112                                              |                                                                          | Twin Coast Discovery Highway (South Road) – Ahipara városközpont                                                                                         | SH 1/Twin Coast Discovery Highway közös szakasz vége. |
| Far North kerület      | Ohaeawai                                         | 190                                              |                                                                          | Leágazás: SH 12 – Kaikohe, Dargaville | |
| Far North kerület      | Pakaraka                                         | 198                                              |                                                                          | Leágazás: SH 10 – Kerikeri, Islands-öböl, Doubtless-öböl                                                                                                 | |
| Far North kerület      | Kawakawa                                         | 211                                              |                                                                          | Leágazás: SH 11 – Islands-öböl, Paihia | SH 1/Twin Coast Discovery Highway közös szakasz kezdete. |
| Whangarei kerület      | Whangarei                                        | 266                                              |                                                                          | Leágazás: SH 14, Maunu Road – Dargaville | |
| Whangarei kerület      | Ruakaka                                          | 292                                              |                                                                          | Leágazás: SH 15a – Marsden Point | |
| Whangarei kerület      | Waipu                                            | 303                                              |                                                                          | Twin Coast Discovery Highway (Nova Scotia Drive) – Waipu, Mangawhai Heads                                                                                | SH 1/Twin Coast Discovery Highway közös szakasz vége. |
| Kaipara kerület        | Brynderwyn                                       | 319                                              |                                                                          | Leágazás: SH 12 – Dargaville | SH 1/Twin Coast Discovery Highway közös szakasz kezdete. |
| Auckland               | Te Hana                                          | 339                                              |                                                                          | Twin Coast Discovery Highway (Mangawhai Road) – Tomarata, Mangawhai                                                                                      | |
| Auckland               | Wellsford                                        | 346                                              |                                                                          | Leágazás: SH 16, Port Albert Road – Helensville, Port Albert                                                                                             | |
| Auckland               | Puhoi                                            | 388                                              |                                                                          | Twin Coast Discovery Highway – Auckland (via Waiwera) | Korábban SH 17. Ingyenes dél felé. SH 1/Twin Coast Discovery Highway közös szakasz vége Az SH 1 innentől Auckland Northern Motorway.                                                                           |
| Auckland               | Orewa                                            | 393                                              |                                                                          | Toll point (fizetős szakasz kezdete) | Toll point (fizetős szakasz kezdete) |
| Auckland               | Silverdale                                       | 398                                              |                                                                          | (Hibiscus Coast Highway) | Korábban SH 17. Észak felé ingyenes. |
| Auckland               | Albany                                           | 412                                              |                                                                          | Greville Road – Browns Bay, Massey University, Albany | Korábban SH 17. |
| Auckland               | Unsworth Heights                                 | 414                                              |                                                                          | Leágazás: SH 18, Upper Harbour Highway – Greenhithe, Waitakere, Mairangi Bay                                                                             | |
| Auckland               | Northcote Point                                  | 423                                              |                                                                          | Auckland Harbour Bridge (Waitemata Harbour) | |
| Auckland               | Auckland CBD                                     | 426                                              |                                                                          | Leágazás: SH 16 Northwestern Motorway – aucklandi kikötők, Waitakere, Helensville                                                                        | Kijárat dél felé, bejárat észak felől. Auckland Northern Motorway helyett innen Auckland Southern Motorway. |
| Auckland               | Auckland CBD                                     | 428                                              |                                                                          | Leágazás: SH 16 Northwestern Motorway – Waitakere, Helensville                                                                                           | Kijárat észak felé, bejárat dél felől. |
| Auckland               | Auckland CBD                                     | 429                                              |                                                                          | Leágazás: SH 16 Northwestern Motorway – aucklandi kikötők                                                                                                | Kijárat észak felé, bejárat dél felől. |
| Auckland               | Manukau CBD                                      | 449                                              |                                                                          | Leágazás: SH 20 Northwestern Motorway – Manukau, Auckland repülőtér                                                                                      | |
| Auckland               | Drury                                            | 461                                              |                                                                          | Leágazás: SH 22, Karaka Road – Drury, Pukekohe | |
| Auckland               | Bombay                                           | 471                                              |                                                                          | (Mill Road) – Bombay, Pukekohe | Auckland Southern Motorway helyett Waikato Expressway. |
| Waikato kerület        | Pokeno                                           | 477                                              |                                                                          | Leágazás: SH 2 – Tauranga, Coromandel-félsziget | d. sz. 37° 13′ 49″, k. h. 175° 00′ 57″37.230257°S 175.015769°ESH 1/SH 2 interchange (Pokeno) |
| Waikato kerület        | Hampton Downs                                    | 494                                              |                                                                          | (Hampton Downs Road) | Waikato Expressway véget ér. |
| Waikato kerület        | Taupiri                                          | 527                                              |                                                                          | Leágazás: SH 18 – Gordonton, Cambridge | Waikato Expressway folytatódik. |
| Waikato kerület        | Horotiu                                          | 538                                              |                                                                          | Waikato (folyó) | Waikato (folyó) |
| Waikato kerület        | Horotiu                                          | 542                                              |                                                                          | Leágazás: SH 39, Koura Drive – Te Rapa, Raglan (Új-Zéland), Otorohanga                                                                                   | |
| Hamilton City          | Rotokauri                                        | 546                                              |                                                                          | (Wairere Drive) – Te Rapa, Chartwell | Csak északi kijárat és déli bejárat. A Waikato Expressway véget ér. |
| Hamilton City          | Frankton                                         | 551                                              |                                                                          | Leágazás: SH 23, Massey Street – Dinsdale, Raglan | |
| Hamilton City          | Melville                                         | 553                                              |                                                                          | Leágazás: SH 3, Ohaupo Road – Waitomo Caves, New Plymouth                                                                                                | d. sz. 37° 48′ 30″, k. h. 175° 16′ 50″37.808279°S 175.280515°ESH 1/SH 3 intersection (Hamilton) |
| Hamilton City          |                                                  | 555                                              |                                                                          | Waikato (folyó) (Cobham) Bridge | Waikato (folyó) (Cobham) Bridge |
| Hamilton City          | Riverlea                                         | 556                                              |                                                                          | Leágazás: SH 26 – Coromandel-félsziget | |
| Waikato kerület        | Tamahere                                         | 559                                              |                                                                          | (Bollard Road) | Waikato Expressway folytatódik. |
| Waikato kerület        | Tamahere                                         | 560                                              |                                                                          | Leágazás: SH 21, Airport Road – Tamahere, Matangi, Hamiltoni nemzetközi repülőtér, Mystery Creek Events Centre                                           | |
| Waipa kerület          | Cambridge                                        | 572                                              |                                                                          | Leágazás: SH 18, Victoria Road – Cambridge, Hautapu | |
| Waipa kerület          | Cambridge                                        | 577                                              |                                                                          | (Tirau Road) – Cambridge, Te Awamutu | A Waikato Expressway véget ér. |
| Matamata-Piako kerület | A kerületben nincs jelentős kereszteződés.       | A kerületben nincs jelentős kereszteződés.       | A kerületben nincs jelentős kereszteződés.                               | A kerületben nincs jelentős kereszteződés. | A kerületben nincs jelentős kereszteződés. |
| Matamata-Piako kerület | Piarere                                          | 594                                              |                                                                          | Leágazás: SH 29 – Tauranga | A kereszteződés két kerület határán van. |
| South Waikato kerület  | Piarere                                          | 594                                              |                                                                          | Leágazás: SH 29 – Tauranga | A kereszteződés két kerület határán van. |
| Tirau                  | 605                                              |                                                  | Leágazás: SH 27 – Coromandel Peninsula, Tauranga, Matamata               | | |
| Tirau                  | 607                                              |                                                  | Leágazás: SH 5 – Rotorua                                                 | SH 1/Thermal Explorer Highway közös szakasz vége d. sz. 37° 59′ 06″, k. h. 175° 46′ 04″37.984900°S 175.767689°ESH 1/SH 5 intersection (Tirau)            | |
| Putaruru               | 613                                              |                                                  | Leágazás: SH 28, Whites Road – Rotorua, Tauranga                         | | |
| Tokoroa                | 638                                              |                                                  | Leágazás: SH 32, Maraetai Road – Te Kuiti                                | | |
| Upper Atiamuri         | 657                                              |                                                  | Leágazás: SH 30, keleti irány – Rotorua, Whakatane                       | SH 1/SH 30 közös szakasz kezdete. | |
| Atiamuri               | 663                                              |                                                  | Leágazás: SH 30, nyugati irány, Ongaroto Road – Te Kuiti                 | SH 1/SH 30 közös szakasz vége. | |
| Atiamuri               | 663                                              | Waikato (folyó)                                  |                                                                          | | |
| Atiamuri               | 663                                              | Taupo kerület                                    |                                                                          | | |
| Wairakei               | 695                                              |                                                  | Leágazás: SH 5, északi irány – Rotorua (Wairakei Drive) – Taupo          | SH 1/SH 5/Thermal Explorer Highway közös szakasz kezdete d. sz. 38° 37′ 24″, k. h. 176° 05′ 59″38.623440°S 176.099700°ESH 1/SH 5 intersection (Wairakei) | |
| Taupo                  | 696                                              |                                                  | Waikato (folyó)                                                          | Waikato (folyó) | |
| Taupo                  | 706                                              |                                                  | Leágazás: SH 5, északi irány, Napier Road – Napier (Napier Road) – Taupo | SH 1/SH 5/Thermal Explorer Highway közös szakasz vége. d. sz. 38° 42′ 16″, k. h. 176° 06′ 43″38.704460°S 176.111980°ESH 1/SH 5 intersection (Taupo)      | |
| Turangi                | 753                                              |                                                  | Leágazás: SH 41, Tokaanu Road – Taumarunui, National Park (település)    | | |
| Rangipo                | 763                                              |                                                  | Leágazás: SH 46, Lake Rotoaira Road – National Park                      | Desert Road kezdete | |
| Desert Road            | 794                                              |                                                  | Desert Road Summit 1074 m (3524 ft)                                      | d. sz. 39° 17′ 35″, k. h. 175° 44′ 29″39.293192°S 175.741339°EDesert Road Summit                                                                         | |
| Desert Road            | 794                                              | Ruapehu kerület                                  | Desert Road Summit 1074 m (3524 ft)                                      | d. sz. 39° 17′ 35″, k. h. 175° 44′ 29″39.293192°S 175.741339°EDesert Road Summit                                                                         | |
| Waiouru                | 815                                              |                                                  | Leágazás: SH 49 – Ohakune, National Park                                 | Desert Road vége | |
| Rangitikei kerület     | Vinegar Hill                                     | 885                                              |                                                                          | Leágazás: SH 54, Vinegar Hill Road – Feilding | |
| Rangitikei kerület     | Marton                                           |                                                  |                                                                          | North Island Main Trunk Bridge 105 | 4,40 méteres magassági korlátozás |
| Rangitikei kerület     | Bulls                                            | 925                                              |                                                                          | Leágazás: SH 3, északi irány, Bridge Street – Wanganui                                                                                                   | SH 1/SH 3 közös szakasz kezdete. d. sz. 40° 10′ 28″, k. h. 175° 23′ 04″40.174577°S 175.384310°ESH 1/SH 3 intersection (Bulls)                                                                                  |
| Rangitikei kerület     | Bulls                                            | 927                                              |                                                                          | Rangitikei (folyó) | Rangitikei (folyó) |
| Manawatu kerület       | Sanson                                           | 931                                              |                                                                          | Leágazás: SH 3, dél felé, Dundas Road – Palmerston North                                                                                                 | SH 1/SH 3 közös szakasz vége. d. sz. 40° 13′ 13″, k. h. 175° 25′ 27″40.220158°S 175.424151°ESH 1/SH 3 intersection (Sanson)                                                                                    |
| Horowhenua kerület     |                                                  | 966                                              |                                                                          | Manawatu (folyó) | Manawatu (folyó) |
| Horowhenua kerület     | Ohau                                             | 985                                              |                                                                          | Leágazás: SH 57, Kimberley Road – Palmerston North | |
| Kapiti Coast kerület   | A kerület területén nincs jelentős kereszteződés | A kerület területén nincs jelentős kereszteződés | A kerület területén nincs jelentős kereszteződés                         | A kerület területén nincs jelentős kereszteződés | A kerület területén nincs jelentős kereszteződés |
| Porirua City           | Paramata                                         | 1050                                             |                                                                          | Leágazás: SH 58, Paremata Road – Whitby, Hutt Valley | |
| Porirua City           | Porirua CBD                                      | 1055                                             |                                                                          | Mungavin Avenue – Porirua, Titahi Bay, Tawa | Johnsonville-Porirua Motorway kezdete |
| Wellington             | Johnsonville                                     | 1065                                             |                                                                          | Johnsonville Road – Johnsonville | Johnsonville-Porirua Motorway vége |
| Wellington             | Ngauranga                                        | 1068                                             |                                                                          | Leágazás: SH 2 Hutt Expressway, komp – Hutt Valley, Picton Ferry                                                                                         | d. sz. 41° 14′ 49″, k. h. 174° 48′ 52″41.247063°S 174.814517°ESH 1/SH 2 intersection (Ngauranga) Wellington Urban Motorway kezdete                                                                             |
| Wellington             | Te Aro                                           | 1075                                             |                                                                          | Willis Street | Wellington Urban Motorway vége |
| Wellington             | Rongotai                                         | 1081                                             |                                                                          | (Broadway) – Strathmore, Seatoun (Stewart Duff Drive) – Wellington repülőtér                                                                             | Az SH 1 vége az Északi-szigeten d. sz. 41° 19′ 33″, k. h. 174° 48′ 35″41.325770°S 174.809625°EEnd of SH 1N |

### Déli sziget (SH 1S)
| Közigazgatási terület | Hely                                       | km                                         | Csomópont                                                 | Irányok | Jegyzetek                                                                            |
| --------------------- | ------------------------------------------ | ------------------------------------------ | --------------------------------------------------------- | --- | ------------------------------------------------------------------------------------ |
| Marlborough kerület   | Picton vasútállomás                        | 0                                          |                                                           | Az SH 1 kezdete | Az SH 1 kezdete                                                                      |
| Marlborough kerület   | Picton                                     | 1                                          |                                                           | Leágazás: komp: Kent Street – Wellington Ferry (járművek)                                                                                           | SH 1/Classic New Zealand Wine Trail közös szakasz kezdete.                           |
| Marlborough kerület   | Tuamarina                                  | 20                                         |                                                           | Wairau (folyó) | Wairau (folyó)                                                                       |
| Marlborough kerület   | Spring Creek                               | 23                                         |                                                           | Leágazás: SH 62; Rapaura Road – Nelson |                                                                                      |
| Marlborough kerület   | Blenheim                                   | 28                                         |                                                           | Leágazás: SH 6; Nelson Street – Nelson, West Coast                                                                                                  |                                                                                      |
| Marlborough kerület   | Blenheim                                   | 29                                         |                                                           | Park Terrace Redwood Street – Redwoodtown Main Street – Town Centre Main North Line                                                                 | A körforgalmat vasútvonal keresztezi. SH 1/Classic NZ Wine Trail közös szakasz vége. |
| Marlborough kerület   | Seddon                                     | 50                                         |                                                           | Awatere | Awatere                                                                              |
| Kaikoura kerület      | Kowhai                                     | 163                                        |                                                           | Alpine Pacific Triangle (Inland Kaikoura Road) – Mt Lyford Village, Hanmer Springs                                                                  | SH 1/Alpine Pacific Triangle közös szakasz kezdete                                   |
| Hurunui kerület       | Ethelton                                   | 247                                        |                                                           | Hurunui (folyó) | Az utolsó megmaradt egysávos híd az SH 1S úton.                                      |
| Hurunui kerület       | Waipara                                    | 284                                        |                                                           | Leágazás - SH 7/Alpine Pacific Triangle – Hanmer Springs, West Coast régió via Lewis Pass                                                           |                                                                                      |
| Hurunui kerület       | Amberley                                   | 291                                        |                                                           | [Inland Scenic Route – Rangiora, Oxford | Az Alpine Pacific Triangle és az SH 1/Alpine Pacific Triangle közös szakasz vége.    |
| Waimakariri kerület   | Pineacres                                  |                                            |                                                           | William Street | Christchurch Northern Motorway kezdete.                                              |
| Waimakariri kerület   | Kaiapoi                                    | 323                                        |                                                           | Leágazás: SH 71; Lineside Road – Kaiapoi, Rangiora                                                                                                  |                                                                                      |
| Christchurch          | Belfast                                    |                                            |                                                           | Main North Road Dickeys Road | Christchurch Northern Motorway vége.                                                 |
| Christchurch          | Belfast                                    | 332                                        |                                                           | Leágazás: SH 74; Main North Road – City Centre, Lyttelton                                                                                           |                                                                                      |
| Christchurch          | Harewood                                   | 341                                        |                                                           | Memorial Avenue east – Fendalton, City Centre Leágazás: repülőtér, Memorial Avenue west – Christchurchi nemzetközi repülőtér                        |                                                                                      |
| Christchurch          | Masham                                     | 344                                        |                                                           | Leágazás: SH 73; északi irány; Yaldhurst Road – Riccarton, városközpont Leágazás: SH 73, nyugat felé, Yaldhurst Road – West Coast via Arthur's Pass |                                                                                      |
| Christchurch          | Hornby                                     | 347                                        |                                                           | Main South Road – City Centre, Lyttelton, Akaroa | Formerly SH 73A                                                                      |
| Christchurch          | Islington                                  | 349                                        |                                                           | Leágazás: SH 76; Halswell Junction Road – Halswell, városközpont, Lyttelton                                                                         |                                                                                      |
| Selwyn kerület        | A kerületben nincs jelentős kereszteződés. | A kerületben nincs jelentős kereszteződés. | A kerületben nincs jelentős kereszteződés.                | A kerületben nincs jelentős kereszteződés. | A kerületben nincs jelentős kereszteződés.                                           |
| Selwyn kerület        | Rakaia                                     | 400                                        |                                                           | Rakaia Bridge (Rakaia (folyó)) 1,76 km (1,09 mi) | Új-Zéland leghosszabb közúti hídja (2016)                                            |
| Ashburton kerület     | Rakaia                                     | 400                                        |                                                           | Rakaia Bridge (Rakaia (folyó)) 1,76 km (1,09 mi) | Új-Zéland leghosszabb közúti hídja (2016)                                            |
| Ashburton             | 430                                        |                                            | Leágazás: SH 77; Moore Street – Methven, Darfield         | |                                                                                      |
| Timaru kerület        | Rangitata                                  | 465                                        |                                                           | Leágazás: SH 79 – Geraldine, Aoraki/Mount Cook |                                                                                      |
| Timaru kerület        | Winchester                                 | 481                                        |                                                           | Inland Scenic Route, Route 72 – Geraldine, Methven, Mount Hutt                                                                                      |                                                                                      |
| Timaru kerület        | Washdyke                                   | 501                                        |                                                           | Leágazás: SH 8 – Fairlie, Aoraki/Mount Cook |                                                                                      |
| Timaru kerület        | Timaru                                     | 506                                        |                                                           | Leágazás: SH 78; Port Loop Road – Port of Timaru |                                                                                      |
| Waimate kerület       | Makikihi                                   | 543                                        |                                                           | Leágazás: SH 82; – Waimate |                                                                                      |
| Waimate kerület       | Glenavy                                    | 569                                        |                                                           | Waitaki River | Waitaki River                                                                        |
| Waitaki kerület       | Glenavy                                    | 569                                        |                                                           | Waitaki River | Waitaki River                                                                        |
| Pukeuri Junction      | 583                                        |                                            | Leágazás: SH 83; – Kurow, Omarama                         | |                                                                                      |
| Palmerston            | 651                                        |                                            | Leágazás: SH 85; – Ranfurly, Alexandra                    | |                                                                                      |
| Dunedin               | Dunedin Central                            | 706                                        |                                                           | Leágazás: SH 88; Saint Andrew Street – Port Chalmers, Otago-félsziget                                                                               |                                                                                      |
| Dunedin               | Caversham                                  | 709                                        |                                                           | Southern Scenic Route (Barnes Drive) – Caversham |                                                                                      |
| Dunedin               | Lookout Point                              | 710                                        |                                                           | (Main South Road) | Az SH 1 innen Dunedin Southern Motorway                                              |
| Dunedin               | Mosgiel                                    | 720                                        |                                                           | Leágazás: SH 87; Quarry Road – Mosgiel |                                                                                      |
| Dunedin               | Mosgiel                                    | 721                                        |                                                           | (Braeside) | Dunedin Southern Motorway vége.                                                      |
| Dunedin               | Allanton                                   | 729                                        |                                                           | Leágazás: SH 86, Centre Road, repülőtér – Dunedini nemzetközi repülőtér, Outram                                                                     |                                                                                      |
| Dunedin               | Allanton                                   | 736                                        |                                                           | Taieri (folyó) | Taieri (folyó)                                                                       |
| Clutha kerület        | Waihola                                    | 746                                        |                                                           | Southern Scenic Route (North Foreland Street) – Taieri Mouth                                                                                        | SH 1/Southern Scenic Route közös szakasz kezdete.                                    |
| Clutha kerület        | Clarksville                                | 765                                        |                                                           | Leágazás: SH 8; – Alexandra, Queenstown |                                                                                      |
| Clutha kerület        | Balclutha                                  | 786                                        |                                                           | Balclutha Bridge (Clutha (folyó)) | Balclutha Bridge (Clutha (folyó))                                                    |
| Clutha kerület        | Balclutha                                  | 787                                        |                                                           | Southern Scenic Route – Owaka, Invercargill via Southern Scenic Route                                                                               | SH 1/Southern Scenic Route közös szakasz vége.                                       |
| Clutha kerület        | Clinton                                    | 817                                        |                                                           | Leágazás: SH 93; – Mataura |                                                                                      |
| Gore kerület          | McNab                                      | 854                                        |                                                           | Leágazás: SH 90; – Raes Junction, Tapanui |                                                                                      |
| Gore kerület          | Gore                                       | 858                                        |                                                           | Mataura (folyó) | Mataura (folyó)                                                                      |
| Gore kerület          | Gore                                       | 858                                        | Leágazás: SH 94, Hokonui Drive – Milford Sound/Piopiotahi | |                                                                                      |
| Gore kerület          | Mataura                                    | 870                                        |                                                           | Leágazás: SH 93; – Clinton |                                                                                      |
| Gore kerület          | Mataura                                    | 872                                        |                                                           | Leágazás: SH 96; Glencoe Highway – Winton, Ohai |                                                                                      |
| Southland kerület     | Dacre                                      | 900                                        |                                                           | Leágazás: SH 98; Lorne Dacre Road – Lorneville | Az SH 6 és az SH 99 alternatív útvonala,, Invercargill elkerülésével                 |
| Invercargill          | Invercargill City Centre                   | 922                                        |                                                           | Southern Scenic Route (Elles Road) – South City | SH 1/Southern Scenic Route közös szakasz kezdete                                     |
| Invercargill          | Invercargill City Centre                   | 923                                        |                                                           | SH 6/Southern Scenic Route (Dee Street) – Queenstown                                                                                                | SH 1/Southern Scenic Route közös szakasz vége.                                       |
| Invercargill          | Bluff                                      | 952                                        |                                                           | Az SH 1 vége. | Az SH 1 vége.                                                                        |

## Fordítás
Ez a szócikk részben vagy egészben a New Zealand State Highway 1 című angol Wikipédia-szócikk ezen változatának fordításán alapul.  Az eredeti cikk szerkesztőit annak laptörténete sorolja fel. Ez a jelzés csupán a megfogalmazás eredetét és a szerzői jogokat jelzi, nem szolgál a cikkben szereplő információk forrásmegjelöléseként.